# Лавра
Лавра или лаура (грч. λαύρα [] — „улица”) је манастирско насеље које се састоји од низа зграда са монашким келијама око средишњег дворишта. У дворишту је редовно саборна црква.

## Историја
Лаврама су најпре називани делови градова или издвојена насеља, ограђени зидом. Манастири су се почели називати овим именом у 4. веку у Палестини, где су монаси били принуђени да се сабирају у што је могуће већем броју и ограђивати своје насеобине зидовима ради заштите од напада номадског становништва..

## Лавре у Палестини
Једну од првих познатих лаври основао је Свети Харитон Исповедник. Била је то Фаранская лавра, на чијем месту се данас налази скит Светог Харитона. На месту друге по реду лавре, коју је основао исти преподобни отац,  Лавре Дока налази се манастир Искушења Господњег у граду Јерихону. Трећа његова лавра - Сукијска - данас је у рушевинама.
Недалеко од лаври Светога харитона налазила се  лавра Хузива (лавра преподобног Јована Хозевита). Она је разрушена у 16. веку..
Некадашњи подвижник Фаранске лавре, Јевтимије Велики, основао је у 5. веку лавру Светог Јевтимија.
Часто лавром називају и манастир Теодосија Великог близу Јерусалима, основан у 6. веку, иако је он по устројству киновија и не може бити лавра, пошто су лавре у 6. веку биле идиоритмије (монаси су живели засебно; имали су само заједничко богослужење недељом и празником). Данас је манастир Теодосија Великог женски манастир близу града Витлејема.

## Лавре у Грчкој
Света Лавра (Калавритска лавра) — најстарији манастир на Пелопонезу, основан 961. године, више пута разаран и обнављан. Имао је веома значајну улогу у грчкој револуцији 1821. године. Налази се у црквеној јурисдикцији Православне цркве Грчке.

### Светогорске лавре
Једина лавра на Атосу је Велика Лавра (лавра Светог Атанасија Атонског) — први по значају 
манастир на Светој Гори, основан 963. године као киновија, но више пута је мењао своје устројство са општежића на  идиоритмију и обратно. Налази се у непосредној церковној јурисдикцији патријарха Константинопољског.
Раније су на Атосу постојале друге лавре. Данас знамо за свега две: лавра Светог Климента, која се налазила у близини Иверског манастира и лавра Катедра стараца.
Незванично раније су се лавром називали и други афонски манастири.
Тако се манастир Кутлумуш називао „Лавра румунске земље”, манастир Зограф — бугарском лавром, манастир Хиландар — Србском, Хиландарском или Славном лавром, манастир Пантелејмон — руском или пантелејмоновском лавром.

## Лавре у Србији
Данас се у Србији незванично лаврама сматрају три манастира: Жича, Студеница и Високи Дечани.

## Лавре у Русији
У Русији су познате Тројице-Сергијева лавра у Сергијевом Посаду из 1744, и Александро-Невска лавра у Петрограду из 1797. године.

## Лавре у Украјини
У Украјини се истиче Кијевско-печерска лавра у Кијеву из 1598. године, Почајевска лавра у Почајеву из 1833. и Свјатогорска лавра из 2004.

## Лавре у другим земљама
На територији Грузије и делимично Азербејџана постоји Давидо-Гареџијска лавра, на територији Пољске — Супрасалска лавра. После присаједињења Грузије и Пољске Руској Империји они су били лишени статуса лавре, а крајем 80-их година 20. века у називима ових манастира поново се употребљава реч „лавра”.
У Румунији с постоји Лавра Њамц и Секул.

## Галерија
- Лавра Александар Невски
- Успенски храм (1051) је разнесен од стране руских бољшевика, реконструисан 2005.
- Кијевско-Печерска Лавра, Кијев (1051)
- Кијевска лавра
- Светог Узнесења Свјатогирска Лавра, Свете планине, Свјатогорск (1526 / 2004)